# Сан Джовани Бианко
Сан Джова̀ни Биа̀нко (на италиански: San Giovanni Bianco; на ломбардски: San Gioan Bianch, Сан Джоан Бианк) е малко градче и община в Северна Италия, провинция Бергамо, регион Ломбардия. Разположено е на 448 m надморска височина. Населението на общината е 4780 души (към 2018 г.).